# Stefan Drzewicki
Stefan Eustachy Drzewicki (ur. 20 września 1898 w Siedliskach, zm. wiosną 1940 w Katyniu) – polski zoolog, morfolog doświadczalny, porucznik artylerii rezerwy Wojska Polskiego, ofiara zbrodni katyńskiej.

## Życiorys
Syn zarządcy dóbr Sapiehów Jana Drzewickiego i jego żony Marii. Uczył się w VII Gimnazjum we Lwowie, po wybuchu I wojny światowej wstąpił do Legionu Wschodniego, w 1916 ukończył naukę i otrzymał świadectwo dojrzałości. W maju tego samego roku został wcielony do armii austriackiej i skierowany na front rosyjski do służby polowej. Następnie skierowano go na kurs oficerski po ukończeniu którego walczył w Czarnogórze i Albanii, we wrześniu ze względów zdrowotnych został przetransportowany do Krakowa. Po odzyskaniu przez Polskę niepodległości był ochotnikiem w Wojsku Polskim, w szeregach 7 pułku artylerii polowej walczył m.in. w obronie Lwowa i uczestniczył w wyprawie na Kijów. Po zakończeniu działań wojennych powrócił do Lwowa, gdzie studiował nauki przyrodnicze na Wydziale Filozoficznym Uniwersytetu Jana Kazimierza. Na drugim roku studiów wybrał jako specjalizację zoologię eksperymentalną i kontynuował naukę pod kierunkiem prof. Jana Hirschlera, od 1922 pełnił funkcję młodszego asystenta, następnie starszego asystenta w Katedrze Zoologii Ogólnej Uniwersytetu Jana Kazimierza, w 1929 uzyskał stopień doktora. W lipcu 1934 ukończył kurs limnologiczny, który odbywał się w Stacji Hydrobiologicznej Instytutu Biologii Doświadczalnej im. Marcelego Nenckiego nad jeziorem Wigry. W tym samym roku, jako oficer rezerwy posiadał przydział do 27 pułku artylerii polowej we Włodzimierzu Wołyńskim. W 1939 otrzymał stanowisko adiunkta oraz rozpoczął przygotowania do obrony pracy habilitacyjnej, kontynuację pracy naukowej przerwał mu wybuch II wojny światowej. Na stopień porucznika został mianowany ze starszeństwem z 19 marca 1939 i 106. lokatą w korpusie oficerów rezerwy artylerii.
Uczestniczył w kampanii wrześniowej 1939 na froncie wschodnim. Po agresji ZSRR na Polskę dostał się do niewoli sowieckiej. Uwięziono go w obozie jenieckim w Kozielsku. Wiosną 1940 został przewieziony do Katynia (lista wywózkowa z 5 kwietnia 1940) i tam zamordowany przez funkcjonariuszy Obwodowego Zarządu NKWD w Smoleńsku oraz pracowników NKWD przybyłych z Moskwy na mocy decyzji Biura Politycznego KC WKP(b) z 5 marca 1940. Ofiary tego mordu grzebano w bezimiennych mogiłach zbiorowych, gdzie od 28 lipca 2000 mieści się oficjalnie Polski Cmentarz Wojenny w Katyniu. W miejscu tym prowadzone były ekshumacje i prace archeologiczne, jednak Stefan Eustachy Drzewicki nie został zidentyfikowany. 

## Dorobek naukowy
Dorobek naukowy Stefana Drzewickiego obejmuje kilkanaście prac naukowych, z których do najważniejszych należy opracowanie dotyczące działania tarczycy na metamorfozę kijanek grzebiuszki ziemnej (Pelobates fuscus). Doświadczenie obejmowało wszczepienie do jamy brzusznej kijanki suszonej tarczycy jaszczurki i obserwację przyspieszonej metamorfozy kijanki oraz zmiany jej skóry. Prowadził doświadczenia z krzyżowaniem jaszczurki zwinki (Lacerta agilis) oraz badał budowę gruczołów skórnych splewki karpiowej (Argulus foliaceus). 

## Upamiętnienie
5 października 2007 minister obrony narodowej Aleksander Szczygło mianował go pośmiertnie na stopień kapitana. Awans został ogłoszony 9 listopada 2007 w Warszawie, w trakcie uroczystości „Katyń Pamiętamy – Uczcijmy Pamięć Bohaterów”.
13 kwietnia 2016, w ramach akcji „Katyń... pamiętamy” / „Katyń... Ocalić od zapomnienia”, w ogrodzie Pałacu Prezydenckiego został zasadzony Dąb Pamięci poświęconego wszystkim Ofiarom Zbrodni Katyńskiej, certyfikat z numerem 1.

## Członkostwo
- Polskie Towarzystwo Anatomiczno-Zoologiczne;
- Polskie Towarzystwo Zoologiczne;
- Polskie Towarzystwo Przyrodników im. Kopernika.